# Acerentuloides americanus
Acerentuloides americanus är en urinsektsart som först beskrevs av Ewing 1921.  Acerentuloides americanus ingår i släktet Acerentuloides och familjen lönntrevfotingar. Inga underarter finns listade i Catalogue of Life.